# Тікі-Айленд (Техас)
Тікі-Айленд (англ. Tiki Island) — селище (англ. village) в США, в окрузі Галвестон штату Техас. Населення — 1106 осіб (2020).

## Географія
Тікі-Айленд розташоване за координатами 29°17′50″ пн. ш. 94°54′54″ зх. д. / 29.29722° пн. ш. 94.91500° зх. д. (29.297265, -94.914945).  За даними Бюро перепису населення США в 2010 році селище мало площу 3,58 км², з яких 1,27 км² — суходіл та 2,30 км² — водойми.

## Демографія
Згідно з переписом 2010 року, у селищі мешкало 968 осіб у 478 домогосподарствах у складі 340 родин. Густота населення становила 271 особа/км².  Було 928 помешкань (260/км²).
Расовий склад населення:
| - 95,1 % — білих - 1,8 % — азіатів - 1,3 % — чорних або афроамериканців - 0,3 % — вихідців з тихоокеанських островів - 0,2 % — корінних американців |

До двох чи більше рас належало 1,0 %. Частка іспаномовних становила 5,0 % від усіх жителів.
За віковим діапазоном населення розподілялося таким чином: 8,0 % — особи молодші 18 років, 66,9 % — особи у віці 18—64 років, 25,1 % — особи у віці 65 років та старші. Медіана віку мешканця становила 57,5 року. На 100 осіб жіночої статі у селищі припадало 112,3 чоловіків;  на 100 жінок у віці від 18 років та старших — 108,2 чоловіків також старших 18 років.
Середній дохід на одне домашнє господарство  становив 165 304 долари США (медіана — 127 167), а середній дохід на одну сім'ю — 187 593 долари (медіана — 157 750). Медіана доходів становила 121 250 доларів для чоловіків та 72 083 долари для жінок. За межею бідності перебувало 2,2 % осіб, у тому числі 0,0 % дітей у віці до 18 років та 1,2 % осіб у віці 65 років та старших.
Цивільне працевлаштоване населення становило 440 осіб. Основні галузі зайнятості: освіта, охорона здоров'я та соціальна допомога — 24,1 %, науковці, спеціалісти, менеджери — 12,7 %, виробництво — 12,0 %.